# سون هیل، استرالیای جنوبی
سون هیل (به انگلیسی: Sevenhill) یک شهرک در استرالیا است که در استرالیای جنوبی واقع شده‌است.